# Smile (Lily Allen)
Smile is de eerste single van Lily Allen. Het is afkomstig van het album Alright, Still. De orgelriff van het lied is een sample van Jackie Mittoo's keyboard partijen op Free Soul van de Soul Brothers. De single werd een nummer 1-hit in de Verenigde Staten en in Polen; in Nederland bleef het lied steken op de 10e plaats.
In het lied lacht Lily Allen haar oude partner uit. Deze is vreemdgegaan met het buurmeisje van de zangeres. Nadat de jongen bij haar pijn heeft veroorzaakt door vreemd te gaan is het de beurt aan de jonge zangeres om te lachen. Of het een waargebeurd verhaal is, is niet zeker.

## Hitnoteringen
| Smile in de Mega top 50 Binnen: 16 juli 2006 | Smile in de Mega top 50 Binnen: 16 juli 2006 | Smile in de Mega top 50 Binnen: 16 juli 2006 | Smile in de Mega top 50 Binnen: 16 juli 2006 | Smile in de Mega top 50 Binnen: 16 juli 2006 | Smile in de Mega top 50 Binnen: 16 juli 2006 | Smile in de Mega top 50 Binnen: 16 juli 2006 | Smile in de Mega top 50 Binnen: 16 juli 2006 | Smile in de Mega top 50 Binnen: 16 juli 2006 | Smile in de Mega top 50 Binnen: 16 juli 2006 | Smile in de Mega top 50 Binnen: 16 juli 2006 | Smile in de Mega top 50 Binnen: 16 juli 2006 | Smile in de Mega top 50 Binnen: 16 juli 2006 | Smile in de Mega top 50 Binnen: 16 juli 2006 | Smile in de Mega top 50 Binnen: 16 juli 2006 | Smile in de Mega top 50 Binnen: 16 juli 2006 | Smile in de Mega top 50 Binnen: 16 juli 2006 |
| Week                                         | 1                                            | 2                                            | 3                                            | 4                                            | 5                                            | 6                                            | 7                                            | 8                                            | 9                                            | 10                                           | 11                                           | 12                                           | 13                                           | 14                                           | 15                                           | 16                                           |
| -------------------------------------------- | -------------------------------------------- | -------------------------------------------- | -------------------------------------------- | -------------------------------------------- | -------------------------------------------- | -------------------------------------------- | -------------------------------------------- | -------------------------------------------- | -------------------------------------------- | -------------------------------------------- | -------------------------------------------- | -------------------------------------------- | -------------------------------------------- | -------------------------------------------- | -------------------------------------------- | -------------------------------------------- |
| Nummer                                       | 41                                           | 29                                           | 21                                           | 11                                           | 10                                           | 10                                           | 9                                            | 6                                            | 7                                            | 7                                            | 10                                           | 12                                           | 15                                           | 15                                           | 20                                           | uit                                          |

| Smile in de Nederlandse Top 40 Binnen: week 31 2006 | Smile in de Nederlandse Top 40 Binnen: week 31 2006 | Smile in de Nederlandse Top 40 Binnen: week 31 2006 | Smile in de Nederlandse Top 40 Binnen: week 31 2006 | Smile in de Nederlandse Top 40 Binnen: week 31 2006 | Smile in de Nederlandse Top 40 Binnen: week 31 2006 | Smile in de Nederlandse Top 40 Binnen: week 31 2006 | Smile in de Nederlandse Top 40 Binnen: week 31 2006 | Smile in de Nederlandse Top 40 Binnen: week 31 2006 | Smile in de Nederlandse Top 40 Binnen: week 31 2006 | Smile in de Nederlandse Top 40 Binnen: week 31 2006 |
| Week                                                | 1                                                   | 2                                                   | 3                                                   | 4                                                   | 5                                                   | 6                                                   | 7                                                   | 8                                                   | 9                                                   | 10                                                  |
| --------------------------------------------------- | --------------------------------------------------- | --------------------------------------------------- | --------------------------------------------------- | --------------------------------------------------- | --------------------------------------------------- | --------------------------------------------------- | --------------------------------------------------- | --------------------------------------------------- | --------------------------------------------------- | --------------------------------------------------- |
| Nummer                                              | 20                                                  | 16                                                  | 12                                                  | 10                                                  | 13                                                  | 15                                                  | 19                                                  | 26                                                  | 37                                                  | uit                                                 |